# Anikatsi
Anikatsi (německy Anikatz) je vesnice v estonském kraji Viljandimaa, samosprávně patřící do obce Viljandi. Nachází se asi 35 km jihojihovýchodně od města Viljandi a 3 km západně od vesnice Kärstna. V roce 2011 zde žilo 102 obyvatel.
Ves je poprvé zmiňována německy jako Anikatz. Dalšími variantami jména jsou Hannikaste (1624), Hannikast (1638) a Annikats (1797).